# خليفة بن حمد آل ثاني
الشيخ خليفة بن حمد بن عبد الله بن جاسم بن محمد بن ثاني (17 سبتمبر 1932  - 23 أكتوبر 2016 )؛ سادس أمراء قطر، وهو أحد أبناء الشيخ حمد بن عبد الله آل ثاني، وقد عُيّن وليًّا للعهد في عهد الشيخ أحمد بن علي آل ثاني، وتولّى مقاليد الحكم بعد قيامه بانقلاب أبيض على ابن عمه في 22 فبراير 1972م.

## قبل توليه الإمارة

### التدرج في المناصب
قبل ولاية العهد كان قائدًا لقوات الأمن ومسؤولًا عن المحاكم المدنية في دولة قطر، إلى أن أصبح نائب حاكم الدولة في 24 أكتوبر 1960م، ثم تولى منصب وزير المالية في 5 نوفمبر 1960م، ثم عَهِد إليه ابن عمه في 17 فبراير 1962م إعداد سياسة عامة للنهوض الاقتصادي والاجتماعي والثقافي والإداري، مؤسسًا عدة شركات؛ منها شركة قطر الوطنية لصيد الأسماك -بصفته ممثلًا للحكومة-  جاعلًا الحكومة القطرية شريكًا بنسبة 60% مع شركة روس جروب الدولية المحدودة، التي كان نصيبها الحصة الباقية، وشركة قطر للأسمدة؛  وتولى -بصفته وزيرًا المالية- الإشراف الأعلى على إدارة شؤون البترول في 24 أكتوبر 1967م ، وأيضًا أشرف على إدارة دائرة الشؤون الخارجية بعد إنشائها في 26 يونيو 1969م، وشُكِّلت أول وزارة في دولة قطر طبقًا لأحكام النظام السياسي المؤقت في 29 مايو 1970م، التي تولى فيها منصب رئيس الوزراء، بالإضافة إلى منصب وزير البترول، مع احتفاظه بمنصبي نائب حاكم الدولة ووزارة المالية.
في 3 سبتمبر 1971م، أعلن خليفة خطاب استقلال قطر عن الإمبراطورية البريطانية، وملغيًا معاهدة الحماية البريطانية عام 1916م، ثم تولى منصب رئيس مجلس استثمار احتياطي الدولة في 21 فبراير 1972م.

### خلافه مع ابن عمه على ولاية العهد
كان الشيخ خليفة قد اعتبر نفسه هو ولي العهد الشرعي بعد وفاة جده عبد الله، الذي جعل ولاية العهد لابنه حمد قبل وفاة الأخير عام 1947م في حياة والده، فتنازل الشيخ عبد الله بن جاسم عن الحكم سنة 1368هـ/ 1949م، إلى ابنه الثاني علي، بشرط أن يتولى ابن أخيه خليفة بن حمد ولاية العهد، وظل الشيخ علي يحكم إلى أن تنازل عن الحكم لابنه أحمد عام 1380هـ / 1960م، وعَيّن ابن عمه خليفة وليًّا للعهد، إلا أن الشيخ خليفة لم يرضَ بتنازل عمه علي بن عبد الله لابنه، وعدَّ نفسَه أحقَّ بالحكم من ابن عمه، وفي 22 فبراير 1972م استطاع الشيخ خليفة بن حمد أن يخلع ابن عمه ، ويستولي على السلطة، ويتولَّى مقاليد الحكم في قطر.

## حِقبة حُكمه

### تعديلات وزارية
- فور توليه الحكم وسع الحكومة؛ فعيّن له وزيرا للخارجية، ثم عيّن مستشارا له في شؤون البلاد اليومية.
- في 19 أبريل عام 1972م عدّل الدستور[13]، وزاد عدد الوزراء عندما أنشأ وزارتين؛ الأولى للشؤون البلدية، والثانية للإعلام، وعيّن وزراء أَجِدَّاءَ لها.[14]
- في 31 مايو 1977، اختار ابنه حمد بن خليفة وليًّا للعهد، وأنشأ وزارة الدفاع، وعيّنه وزيرا للدفاع، مع احتفاظه بمنصبه كقائد عام للقوات المسلحة القطرية.[15]
- في 18 يوليو 1989م أجرى تعديلا وزاريًّا لأول مرة، خرج به معظم الوزراء السابقين من الوزارة، وأصبحت وزارته تضم 15 وزيرًا.[16]
- في 4 ديسمبر 1990م أعاد تكوين مجلس الشورى، وتم تعيين 19 عضوًا، واحتفظ 11 عضوًا سابقين بعضويتهم، إضافة إلى ذلك تم إنشاء ديوان المحاسبة للتدقيق في كل من أداء الأجهزة الحكومية، وذلك وفقًا للموازنة، وفي الإدارة المالية، وأعيد تنظيم ديوان الخدمة المدنية.
- تم تعديل وزاري آخر في 1 سبتمبر 1992م، وأصبح ابنه الشيخ حمد رئيسا للوزراء في وزارة وسعت لتضم 17 وزيرًا.[17]

### عَلاقات دولية
- في بداية عهده تمت إقامة علاقات دبلوماسية مع عدد من الدول على مستوى السفراء لأول مرة.
- في عهده أسهمت قطر في تأسيس مجلس التعاون لدول الخليج العربية عام 1981م.
- شارك الجيش القطري في حرب تحرير الكويت بقوات برية وبحرية وجوية تمثل 23% من إجمالي القوات المسلحة القطرية؛ فشاركت القوات البرية في معركة الخفجي، كما نفّذت القوات الجوية أكثر من 60 مهمة جوية.

### الاقتصاد
زاد إنتاج قطر من البترول نتيجة لزيادة عدد اتفاقيات الشراكـــة في الإنتاج، والتي وقعتها الحكومة مـــع عدد من شركات النفط الأجنبية، وقد أبرمت اتفاقيتا مشاركة في الإنتاج مع شركة ستاندارد أويل أف أوهايو في يناير 1985م، ومع أموكو في فبراير 1986م، كما أبرمت اتفاقية أخرى في يناير 1989م بين قطر وشركة ألف أكتين الفرنسية، كما تم تصدير أول شحنات الغاز الطبيعي في أواسط عام 1991م من حقل الشمال الذي يعتبر ثاني أكبر حقل منفرد للغاز غير المصاحب في العالم، واحتياطيه المثبت حوالي 250 تريليون قدم مكعب، وربما هو 500 تريليون قدم مكعب.

## نهاية حكمه

### عزله
في 27 يونيو 1995م عُزلَ عن الحُكم بانقلاب أبيض قام به ابنُه وولي عهده الشيخ حمد بن خليفة آل ثاني، واعتقل 36 من أنصاره، ثم اتهم بعد شهور من إقصائه عن الحكم بتدبير محاولة انقلابية لاسترداد الحكم، إلا أن تلك المحاولة أخفقت، وضُبطَ قادتها وفيهم وزير سابق، وأعيد إلى الدوحة من بيروت سنة 2003.

### المنفى وجهود المصالحة
عاش بعدها مدَّة خارج قطر بين المملكة العربية السعودية ودولة الإمارات العربية المتحدة وعدة عواصم أوروبية في منفى اختياري لمدة 9 سنوات؛ سعيًا للمصالحة داخل الأسرة الحاكمة القطرية، وأجرى أمير قطر السابق الشيخ حمد بن خليفة زيارات عديدة ومنتظمة لوالده في بعض العواصم الأوروبية، التي كان يتنقل بينها، وأوقف الدَّعاوى التي رُفعَت على الشيخ خليفة وعدد من المسؤولين في عهده، لاسترداد أموال قُدِّرت بمليارات الدولارات. وكان من مظاهر تلك المصالحة عودة الشيخ محمد بن حمد آل ثاني عم الشيخ حمد، الذي كان يرافق الأمير المعزول في منفاه، وهي العودة التي تمت سنة 2001.

### عودته إلى قطر
عاد إلى قطر في يوم الخميس 14 أكتوبر 2004م للمشاركة في تشييع جثمان إحدى زوجاته، وهي الشيخة موزة بنت علي بن سعود بن عبد العزيز آل ثاني، التي كانت ترافقه في المنفى في باريس، عن عمر يناهز الخمسين عامًا، وهي والدة أصغر أبنائه، وهو الشيخ جاسم بن خليفة آل ثاني، الذي كان مرافقاً لوالده في الخارج، وقد استقبله ابنه الشيخ حمد أمير قطر السابق، وقد لُقِّب في وسائل الإعلام القطرية بـ: «الأمير الأب».

## أسرته
تزوج الشيخ خليفة عدة زوجات؛ منهم الشيخة عائشة بنت حمد العطية وابنة عمه الشيخة آمنه بنت حسن بن عبد الله آل ثاني، والشيخة روضة بنت جاسم بن جبر ال ثاني والشيخة موزة بنت علي بن سعود بن عبد العزيز آل ثاني.

### شجرة العائلة
|                         |                         |                              |                         |                         |                         | محمد بن ثاني             |                     |  |  |                             |                             |                             |                             |                             |                             |  |  |  |  |  |  |  |  |  |  |  |  |
|                         |                         |                              |                         |                         |                         |                          |                     |  |  |                             |                             |                             |                             |                             |                             |  |  |  |  |  |  |  |  |  |  |  |  |
|                         |                         |                              |                         |                         |                         | جاسم بن محمد آل ثاني     |                     |  |  |                             |                             |                             |                             |                             |                             |  |  |  |  |  |  |  |  |  |  |  |  |
|                         |                         |                              |                         |                         |                         |                          |                     |  |  |                             |                             |                             |                             |                             |                             |  |  |  |  |  |  |  |  |  |  |  |  |
|                         |                         |                              |                         |                         |                         | عبد الله بن جاسم آل ثاني |                     |  |  |                             |                             |                             |                             |                             |                             |  |  |  |  |  |  |  |  |  |  |  |  |
|                         |                         |                              |                         |                         |                         |                          |                     |  |  |                             |                             |                             |                             |                             |                             |  |  |  |  |  |  |  |  |  |  |  |  |
|                         |                         |                              |                         |                         |                         |                          |                     |  |  |                             |                             |                             |                             |                             |                             |  |  |  |  |  |  |  |  |  |  |  |  |
| علي بن عبد الله آل ثاني | علي بن عبد الله آل ثاني | علي بن عبد الله آل ثاني      | علي بن عبد الله آل ثاني | علي بن عبد الله آل ثاني | علي بن عبد الله آل ثاني |                          |                     |  |  | حمد بن عبد الله آل ثاني     | حمد بن عبد الله آل ثاني     | حمد بن عبد الله آل ثاني     | حمد بن عبد الله آل ثاني     | حمد بن عبد الله آل ثاني     | حمد بن عبد الله آل ثاني     |  |  |  |  |  |  |  |  |  |  |  |  |
| علي بن عبد الله آل ثاني | علي بن عبد الله آل ثاني | علي بن عبد الله آل ثاني      | علي بن عبد الله آل ثاني | علي بن عبد الله آل ثاني | علي بن عبد الله آل ثاني |                          |                     |  |  | حمد بن عبد الله آل ثاني     | حمد بن عبد الله آل ثاني     | حمد بن عبد الله آل ثاني     | حمد بن عبد الله آل ثاني     | حمد بن عبد الله آل ثاني     | حمد بن عبد الله آل ثاني     |  |  |  |  |  |  |  |  |  |  |  |  |
|                         |                         | أحمد بن علي آل ثاني          | أحمد بن علي آل ثاني     | أحمد بن علي آل ثاني     | أحمد بن علي آل ثاني     | أحمد بن علي آل ثاني      | أحمد بن علي آل ثاني |  |  | خليفة بن حمد آل ثاني        | خليفة بن حمد آل ثاني        | خليفة بن حمد آل ثاني        | خليفة بن حمد آل ثاني        | خليفة بن حمد آل ثاني        | خليفة بن حمد آل ثاني        |  |  |  |  |  |  |  |  |  |  |  |  |
|                         |                         | أحمد بن علي آل ثاني          | أحمد بن علي آل ثاني     | أحمد بن علي آل ثاني     | أحمد بن علي آل ثاني     | أحمد بن علي آل ثاني      | أحمد بن علي آل ثاني |  |  | خليفة بن حمد آل ثاني        | خليفة بن حمد آل ثاني        | خليفة بن حمد آل ثاني        | خليفة بن حمد آل ثاني        | خليفة بن حمد آل ثاني        | خليفة بن حمد آل ثاني        |  |  |  |  |  |  |  |  |  |  |  |  |
|                         |                         |                              |                         |                         |                         |                          |                     |  |  |                             |                             |                             |                             |                             |                             |  |  |  |  |  |  |  |  |  |  |  |  |
| حمد بن خليفة آل ثاني    | حمد بن خليفة آل ثاني    | حمد بن خليفة آل ثاني         | حمد بن خليفة آل ثاني    | حمد بن خليفة آل ثاني    | حمد بن خليفة آل ثاني    |                          |                     |  |  | عبد العزيز بن خليفة آل ثاني | عبد العزيز بن خليفة آل ثاني | عبد العزيز بن خليفة آل ثاني | عبد العزيز بن خليفة آل ثاني | عبد العزيز بن خليفة آل ثاني | عبد العزيز بن خليفة آل ثاني |  |  |  |  |  |  |  |  |  |  |  |  |
| حمد بن خليفة آل ثاني    | حمد بن خليفة آل ثاني    | حمد بن خليفة آل ثاني         | حمد بن خليفة آل ثاني    | حمد بن خليفة آل ثاني    | حمد بن خليفة آل ثاني    |                          |                     |  |  | عبد العزيز بن خليفة آل ثاني | عبد العزيز بن خليفة آل ثاني | عبد العزيز بن خليفة آل ثاني | عبد العزيز بن خليفة آل ثاني | عبد العزيز بن خليفة آل ثاني | عبد العزيز بن خليفة آل ثاني |  |  |  |  |  |  |  |  |  |  |  |  |
|                         |                         | تميم بن حمد بن خليفة آل ثاني |                         |                         |                         |                          |                     |  |  |                             |                             |                             |                             |                             |                             |  |  |  |  |  |  |  |  |  |  |  |  |

- الشيخ عبد العزيز (وزير المالية والبترول الأسبق)
- الشيخ حمد (أمير دولة قطر السابق)
- الشيخ عبد الله (رئيس الوزراء الأسبق والمستشار الخاص للأمير)
- الشيخ محمد (مستشار الأمير)
- الشيخ جاسم

### بناته
- الشيخة جفلة
- الشيخة حصة
- الشيخة نورة
- الشيخة عائشة
- الشيخة أمل
- الشيخة آمنة
- الشيخة مريم
- الشيخة العنود
- الشيخة موزة
- الشيخة نوف
- الشيخة شيخة
- الشيخة لولوة
- الشيخة منى

## وفاته
توفي الشيخ خليفة بن حمد آل ثاني في الدوحة مساء يوم الأحد 22 محرم 1438هـ الموافق لـ 23 أكتوبر 2016م، وقد أعلن الحداد العام في قطر لثلاثة أيام.

### ردة الفعل الدولية بعد وفاته
- السعودية: أعرب الملك سلمان بن عبد العزيز آل سعود عن خالص عزائه لصاحب السمو الشيخ تميم بن حمد آل ثاني أمير دولة قطر في وفاة صاحب السمو الشيخ خليفة بن حمد آل ثاني.[22]
- الكويت: بعث الأمير صباح الأحمد الجابر الصباح برقيتي تعزية إلى كل من الشيخ حمد بن خليفة آل ثاني والشيخ تميم بن حمد آل ثاني أمير دولة قطر؛ أعرب فيهما سموه عن خالص تعازيه بوفاة الأمير الشيخ خليفة بن حمد آل ثاني.[23]
- الإمارات العربية المتحدة: بعث الشيخ خليفة بن زايد آل نهيان برقية تعزية إلى الشيخ تميم بن حمد آل ثاني، أمير دولة قطر، في وفاة الشيخ خليفة بن حمد آل ثاني.[24]
- البحرين: عزّى ملك البحرين حمد بن عيسى بن سلمان آل خليفة كلًّا من الشيخ تميم بن حمد آل ثاني أمير البلاد ووالده؛ وقدم التعازي في وفاة الأمير الأب الشيخ خليفة بن حمد آل ثاني، وذلك في قصر الوجبة.[25]
- عُمان: بعث السلطان قابوس بن سعيد برقية تعزية ومواساة إلى الشيخ تميم بن حمد آل ثاني أمير دولة قطر، في وفاة الشيخ خليفة بن حمد آل ثاني.[26]
- الأردن: بعث الملك عبد الله الثاني بن الحسين برقية تعزية إلى الشيخ تميم بن حمد آل ثانى، أمير دولة قطر في وفاة الشيخ خليفة بن حمد آل ثانى.[27]
- مصر: نعت مصر، في بيان صادر عن وزارة الخارجية، وفاة الشيخ خليفة بن حمد آل ثاني، الأمير الأسبق لدولة قطر، منوهة بدوره المحوري في المنطقة.[28]
- المغرب: بعث الملك محمد السادس بن الحسن برقية تعزية إلى الشيخ تميم بن حمد آل ثاني، أمير دولة قطر، على إثر وفاة الأمير الأب، جده الشيخ خليفة بن حمد آل ثاني.[29]
- اليمن: بعث نائب رئيس الجمهورية الفريق الركن علي محسن صالح برقية عزاء ومواساة إلى أخيه الشيخ عبد الله بن حمد آل ثاني نائب أمير دولة قطر الشقيقة في وفاة الأمير خليفة بن حمد آل ثاني.[30]
- العراق: بعث رئيس الجمهورية فؤاد معصوم برقية تعزية إلى أمير دولة قطر تميم بن حمد آل ثاني، في وفاة خليفة بن حمد آل ثاني؛ أعرب فيها عن مشاعر التعزية والمواساة.[31]
- موريتانيا: وجّه الرئيس الموريتاني محمد ولد عبد العزيز، برقية تعزية إلى أمير دولة قطر تميم بن حمد آل ثاني بعد وفاة أمير قطر الأسبق الشيخ خليفة بن حمد آل ثاني.[32]
- تركيا: عزّى مولود جاويش أوغلو وزير الخارجية التركي الشعب القطري في وفاة الأمير خليفة بن حمد آل ثاني جد تميم بن حمد آل ثاني حاكم قطر الحالي.[33]

### منظمات ومؤسسات
- منظمة التعاون الإسلامي: بعث الأمين العام لمنظمة التعاون الإسلامي، الأستاذ إياد بن أمين مدني برقية عزاء ومواساة إلى الشيخ تميم بن حمد آل ثاني، أمير دولة قطر، في وفاة الأمير الأب الشيخ خليفة بن حمد آل ثاني.[34]
- الاتحاد الآسيوي لكرة القدم: قدّم الاتحاد الآسيوي لكرة القدم برئاسة الشيخ سلمان بن إبراهيم آل خليفة التعازي لدولة قطر في وفاة أمير البلاد الأسبق الشيخ خليفة بن حمد آل ثاني.[35]

## روابط خارجية
- خليفة بن حمد آل ثاني على موقع الموسوعة البريطانية (الإنجليزية)
- خليفة بن حمد آل ثاني على موقع مونزينجر (الألمانية)